# Bagassa
Bagassa es un género con cuatro especies de árboles pertenecientes a la familia  Moraceae, son nativos del este de Asia.

## Especies seleccionadas
- Bagassa guianensis
- Bagassa sagotiana
- Bagassa tiliaefolia
- Bagassa tiliifolia